# Мъжки песни
Мъжки песни е шести студиен албум на българската рок група Епизод, издаден през 2004 година.

## Песни
Албума се състои от 9 песни:
1. Море сокол пие – 04:43
2. Борба – 03:33
3. Ако умра ил загина – 03:48
4. На прощаване – 03:43
5. Болен ми лежи Миле Попйорданов – 04:35
6. Слушай как шумят шумите – 03:28
7. В механата – 03:51
8. Пристанала е – 03:06
9. 100 каба гайди – 04:12

## Изпълнители
Изпълнители са:
- Емил Чендов
- Драгомир Драганов
- Симеон Христов
- Иво Георгиев
- Христо Гьошарков